# Piparhawa
Piparhawa (nep. पिप्रहवा) – gaun wikas samiti w zachodniej części Nepalu w strefie Bheri w dystrykcie Banke. Według nepalskiego spisu powszechnego z 2001 roku liczył on 716 gospodarstw domowych i 4149 mieszkańców (1964 kobiet i 2185 mężczyzn).